# Critica cinematografica femminista
La teoria e critica cinematografica femminista è un lavoro filmologico all'interno della critica cinematografica nato dalla politica femminista e dalla teoria femminista.

## Caratteristiche
Le femministe hanno adottato molti metodi differenti nell'analisi del cinema. Tra questi l'analisi della funzione dei personaggi femminili nelle narrazioni cinematografiche o in particolari generi, come ad esempio il noir, in cui i personaggi femminili possono incarnare spesso una sessualità sovversiva o pericolosa per gli uomini e quindi sono infine "punite" con la morte.
Nel considerare quale sia il tratto comune nella lettura dei caratteri femminili nel cinema, molte teoriche femministe hanno individuato nello "sguardo fisso maschile" un fattore predominante nell'industria cinematografica della Hollywood classica.
Il saggio Visual Pleasure and Narrative Cinema di Laura Mulvey è stato una delle trattazioni più influenti su questo argomento. Questa analisi considera l'uso di varie tecniche cinematografiche, come il punto di vista soggettivo della pellicola tipica che coincide solitamente con il punto di vista del relativo protagonista maschile. Considerevolmente, i personaggi femminili funzionano più frequentemente come oggetti di questo "sguardo fisso" che come sguardo attraverso il quale le spettatrici e gli spettatori possano godere i film.